# Momo (manga)
Momo (MOMO 終末庭園へようこそ?, Momo - Shūmatsu teien e yōkoso) è un manga scritto e disegnato da Mayu Sakai, pubblicato sulla rivista giapponese Ribon e raccolto in sette tankōbon dalla Shūeisha. In Italia, il manga è stato distribuito dalla Panini Comics.

## Trama
La storia inizia con Yume, una liceale che il giorno del suo sedicesimo compleanno conosce Momo, una dolce e innocente bambina vestita da lolita. Yume è molto intenerita da Momo e dal suo aspetto, non conscia che ella è in realtà il Grande Demone che distrugge i pianeti da lei non considerati degni di esistere. Momo sceglierà Yume come rappresentante del Pianeta Terra; dovrà quindi compiacere Momo per sette volte, che saranno contate in un braccialetto che le verrà donato dal Grande Demone.

## Personaggi
- Momo: La protagonista, è un grande demone (star breaker) il cui compito è quello di distruggere la Terra. Ha le sembianze di una bellissima bambina, ama i dolci e il suo animaletto di peluche, Ponkichi.
- Yume Odagiri (29 settembre): È al primo anno delle superiori. Il giorno del suo compleanno Momo la sceglie come "rappresentante" della Terra.
- Kanaka Ito (4 marzo): Amico di vecchia data di Yume. Va nella sua stessa scuola e le è molto affezionato.
- Nanagi: Affianca Momo nei suoi viaggi, ha un temperamento scostante. È stato il rappresentante del suo pianeta.
- Sanari: Affianca Momo nei suoi viaggi. Sempre sereno, sorridente e affabile, si occupa del look di Momo e Nanagi. In seguito si scoprirà che lui è in realtà "Dio". Ha creato l'universo, collocando diverse variabili in punti strategici e ben precisi: in tal modo, ha fatto sì che la ruota del destino girasse indipendentemente dalla sua volontà. In caso contrario si sarebbe annoiato. Inoltre, per divertirsi di più, ha creato le diverse forme di vita sui pianeti, ed una specie davvero particolare: lo Star Breaker, conosciuto sulla Terra come demone. Ha infine creato Momo, iniziando a vagabondare sui pianeti creati e distruggendo i meno interessanti. Si presume che per evitare che Momo si affezionasse a un rappresentante, a fine prova lui gli cancelli la memoria: "Dimentica i problemi, tutto ciò che è difficile.". Nel caso di Yume, però, non è riuscito nel suo scopo, grazie all'intervento di Piko.
- Piko: Un demone venuto sulla Terra per uccidere Momo.
- Miyu Fujita (24 dicembre): Compagna di scuola di Yume, all'inizio voleva essere lei la rappresentante della Terra.